# Pingasa pauciflavata
Pingasa pauciflavata är en fjärilsart som beskrevs av Louis Beethoven Prout 1927. Pingasa pauciflavata ingår i släktet Pingasa och familjen mätare. Inga underarter finns listade i Catalogue of Life.